# Viktor M. Kostelecký
Viktor Max Kostelecký (24. února 1851, Jíkev – 18. května 1899, Praha) byl český hudební skladatel a vojenský kapelník.

## Život
Kostelecký absolvoval hudební výcvik v rakousko-uherské armádě. V roce 1867 se stal hudebníkem u 41. pěšího pluku v Černovicích a v roce 1887 se stal kapelníkem této kapely. Napsal několik svých vlastních děl, mezi něž patří například Subaltern (41er Regimentsmarsch), Erzherzog-Eugen-Marschen a Soldatenkinder.